# Unterwallenstadt
Unterwallenstadt ist ein Stadtteil der oberfränkischen Kreisstadt Lichtenfels.

## Geografie
Das Kirchdorf liegt südlich des Mains, etwa zwei Kilometer nördlich bis nordöstlich des Lichtenfelser Stadtkerns. Zusammen mit dem Stadtteil Oberwallenstadt grenzt er direkt an die Kernstadt.

## Geschichte
Unterwallenstadt wurde 1143 als Waldenstadt erstmals urkundlich erwähnt. Bis 1802 gehörte der Ort zum Hochstift Bamberg, bis dieses durch Kurpfalz-Bayern annektiert wurde. Mit dem Gemeindeedikt bildete der damals 168 Einwohner umfassende Ort ab 1818 zusammen mit dem benachbarten Oberwallenstadt und Krappenroth die Gemeinde Oberwallenstadt im Landgericht Lichtenfels.
1950 hatte Unterwallenstadt 504 Einwohner. Am 1. April 1959 erfolgte die Eingliederung der Gemeinde Oberwallenstadt in die Stadt Lichtenfels. 1970 lebten 1128 Personen in dem Kirchdorf.

## Sehenswürdigkeiten
- Kapelle St. Bartholomäus

In der Liste der Baudenkmäler in Lichtenfels (Oberfranken) sind für Unterwallenstadt drei Baudenkmäler aufgeführt.

## Sonstiges
Am Sonntag nach dem Bartholomäustag (24. August) wird die Kirchweih gefeiert.